# BEL20
BEL20 è il principale indice azionario della Borsa di Bruxelles, che è parte del gruppo Euronext N.V..
Comprende da un minimo di 10 a un massimo di 20 dei titoli con maggiore capitalizzazione quotate alla Borsa Valori Belga. Il paniere è continuamente aggiornato ogni anno, il primo giorno di contrattazioni di marzo.

## Aziende
Le aziende del BEL 20 al 5 luglio 2013 e il loro peso percentuale sull'indice:
| Società                | Peso  | Mercato  |
| ---------------------- | ----- | -------- |
| AB InBev               | 11,70 | BRU      |
| Ackermans & van Haaren | 2,13  | BRU      |
| Ageas (ex Fortis)      | 8,80  | BRU      |
| Befimmo-Sicafi         | 1,07  | BRU      |
| Bekaert                | 1,33  | BRU      |
| Belgacom               | 3,68  | BRU      |
| Cofinimmo-Sicafi       | 1,86  | BRU      |
| Colruyt                | 4,35  | BRU      |
| D'Ieteren              | 0,88  | BRU      |
| Delhaize Group         | 6,81  | BRU      |
| Delta Lloyd            | 3,83  | AMS, BRU |
| Elia                   | 1,22  | BRU      |
| GBL                    | 6,56  | BRU      |
| GDF Suez               | 13,03 | PAR, BRU |
| KBC                    | 8,98  | BRU      |
| Solvay                 | 8,37  | BRU, PAR |
| Telenet Group          | 2,56  | BRU      |
| Thrombogenics          | 1,24  | BRU      |
| UCB                    | 6,42  | BRU      |
| Umicore                | 5,17  | BRU      |